# Белый Колодезь (Медвенский район)
Белый Колодезь — село в Медвенском районе Курской области России. Входит в состав Гостомлянского сельсовета.

## География
Село находится на юге центральной части Курской области, в пределах Среднерусской возвышенности, в лесостепной зоне, на правом берегу ручья Белый Колодезь (правый приток реки Реут), на расстоянии примерно 20 км (по прямой) к западу-северо-западу от Медвенки, административного центра района. Абсолютная высота — 172 м над уровнем моря.

### Климат
Климат характеризуется как умеренно континентальный, с тёплым летом и умеренно холодной зимой. Среднегодовая температура воздуха — 5,5 °C. Абсолютный минимум температуры воздуха самого холодного месяца (января) составляет −37 °C; абсолютный максимум самого тёплого месяца (июля) — 35 °C. Безморозный период длится около 151 дня в году. Среднегодовое количество атмосферных осадков составляет 587 мм, из которых большая часть выпадает в тёплый период.

### Часовой пояс
Село Белый Колодезь, как и вся Курская область, находится в часовой зоне МСК (московское время). Смещение применяемого времени относительно UTC составляет +3:00.

## Население
| 2002 | 2010 |
| ---- | ---- |
| 49   | ↘31  |

### Половой состав
По данным Всероссийской переписи населения 2010 года, в половой структуре населения мужчины составляли 45,2 %, женщины — соответственно 54,8 %.

### Национальный состав
Согласно результатам переписи 2002 года, в национальной структуре населения русские составляли 100 %.

## Инфраструктура
Личное подсобное хозяйство. В селе 49 домов.

## Транспорт
Белый Колодезь находится в 18 км от автодороги федерального значения М2 «Крым» (часть европейского маршрута E 105), в 3,5 км от автодороги регионального значения 38К-004 (Дьяконово — Суджа — граница с Украиной), в 3 км от автодороги межмуниципального значения 38Н-096 (38К-004 — Тарасово), в 1 км от автодороги 38Н-097 (38Н-096 — Александровка), в 19 км от ближайшего ж/д остановочного пункта 439 км (линия Льгов I — Курск).
В 105 км от аэропорта имени В. Г. Шухова (недалеко от Белгорода).